# Фэйлен, Фрэнк
Фрэнк Фэйлен (англ. Frank Faylen), имя при рождении Чарльз Фрэнсис Раф (англ. Charles Francis Ruf; 8 декабря 1905 — 2 августа 1985) — американский актёр кино и телевидения 1930—1970-х годов.
На протяжении своей кинокарьеры, охватившей период с 1936 по 1968 год, Фэйлен играл преимущественно характерные и эпизодические роли, часто без указания его имени в титрах. В общей сложности он появился в 192 фильмах, среди которых такие признанные картины, как «Унесённые ветром» (1939), «Гроздья гнева» (1940), «Сержант Йорк» (1941), «Янки Дудл Денди» (1942), «Гордость янки» (1942) и «Приключения в Палм-Бич» (1942). Своим наиболее памятные роли Фэйлен сыграл в фильмах «Потерянный уик-энд» (1945), «Эта замечательная жизнь» (1946), «Дорога в Рио» (1947), «Кровь на Луне» (1948), «Уличная гонка» (1948), «Детективная история» (1951), «Бунт в тюремном блоке № 11» (1954), «Перестрелка у корраля О-Кей» (1957) и «Смешная девчонка» (1968).
На телевидении Фэйлен более всего известен по исполнению роли отца главного героя в многолетнем ситкоме «Успех Доби Гиллиса» (1959—1963).

## Ранние годы и начало карьеры
Фрэнк Фэйлен, имя при рождении Чарльз Фрэнсис Раф, родился 8 декабря 1905 года в Сент-Луисе, Миссури, США. Его родителями были Отто Раф (англ. Otto Ruf) и Мадлен Кьюзик (англ. Madeline Cusik), дуэт акробатов и певцов, которые выступали в плавучем театре, курсировавшем по реке Миссисипи (по другим сведениям, дуэт родителей назывался Ruf and Clark). В младенчестве его уже вывозили на сцену в детской коляске, а, немного повзрослев, он стал выходить на сцену в комических сценках. Закончив школу в Кирквуде, Миссури, Фрэнк вернулся на сцену в качестве комика и мима.
Став в 18 лет профессиональным актёром, Фэйлен гастролировал по стране на протяжении конца 1920-х и начала 1930-х годов как клоун и позднее — как певец и акробатический танцор. В 1936 году, когда гастрольный тур Фэйлена проходил через Лос-Анджелес, он прошёл в Голливуде экранный тест, начав карьеру киноактёра.

## Карьера в кинематографе
На протяжении первых девяти лет своей карьеры Фэйлен играл эпизодические и малые роли, главным образом, на студии Warner Bros. Об этих микроскопических ролях он позднее говорил: «Если вы чихнули, то пропустили меня». В 1936 году Фэйлен появился в десяти фильмах, среди которых такие успешные, как криминальная драма с Эдвардом Г. Робинсоном «Пулями или голосами» (1936), где сыграл мелкого рэкетира, приключенческая мелодрама с Эдмондом О’Брайеном и Хамфри Богартом «Китайский клиппер» (1936), где был метеорологом, и популярный мюзикл «Золотоискатели 1937 года» (1936) (во всех трёх фильмах его имя не было указано в титрах). В 1937 году Фэйлен сыграл в 17 фильмах, включая такие значимые, как криминальная драма с Клодом Рейнсом «Они не забудут» (1937), где он был репортёром, спортивная криминальная драма с Робинсоном, Богартом и Бетт Дейвис «Кид Калахад» (1937) (в обоих фильмах его имя было указано в титрах), а также нуарная криминальная драма с Богартом и Дейвис «Меченая женщина» (1937), где он был таксистом, и тюремная драма с О’Брайеном, Энн Шеридан и Богартом «Сан-Квентин» (1937), где у него была небольшая роль заключённого.
В 1938 году у Фэйлена было четыре картины, среди которых романтическая комедия с Эрролом Флинном и Оливией дэ Хэвилленд «Четверо — уже толпа» (1938), где он был таксистом, и приключенческая комедия Metro-Goldwyn-Mayer с Кларком Гейблом «Слишком рискованно» (1938). В 1939 году Фейлен сыграл в 18 фильмах, начиная с эпопеи «Унесённые ветром» (1939), где у него была эпизодическая роль солдата. У него также были небольшие роли (без указания в титрах) в криминальной комедии с Джеймсом Стюартом и Клодетт Кольбер «Этот замечательный мир» (1939), нуарной криминальной драме с Богартом «Преступление тебе с рук не сойдёт» (1939), криминальной драме с Джорджем Рафтом «Невидимые полосы» (1939) и приключенческой мелодраме с Честером Моррисом «Пятеро вернулись назад» (1939).
В 1940 году Фэйлен сыграл в драме с Генри Фондой «Гроздья гнева» (1940), а также ещё в 16 картинах, среди которых нуарная драма с Рафтом, Богартом и Шеридан «Они ехали ночью» (1940), музыкальная спортивная мелодрама с Кэгни «Завоевать город» (1940) и криминальная комедия с Богартом и Робинсоном «Брат „Орхидея“» (1940).
Среди 17 фильмов Фэйлена в 1941 году были биографическая драма с Гэри Купером «Сержант Йорк» (1941), диснеевская комедия «Несговорчивый дракон» (1941), где он был дирижёром оркестра, романтическая комедия с Джеймсом Стюартом и Хэди Ламарр «Приходи ко мне жить» (1941), биографическая мелодрама с Грир Гарсон «Цветы в пыли» (1941) и криминальная комедия с Эрролом Флиннои «Шаги в темноте» (1941). В 1942 году Фэйлен появился в 19 фильмах, среди которых такие значимые, как биографическая драма с Кэгни «Янки Дудл Денди» (1942), где он был сержантом на параде, спортивная биографическая драма с Гэри Купером «Гордость янки» (1942), где он сыграл одного из тренеров, романтическая комедия с Клодетт Кольбер и Джоэлом Макри «Приключения в Палм-Бич» (1942), где он сыграл таксиста, шпионская драма с Богартом «Через океан» (1942), где у него была роль мелкого торговца, военная драма с Брайаном Донлеви «Остров Уэйк» (1942), где у него была эпизодическая роль морского пехотинца, и приключенческая комедия с Лорелом и Харди «Авось прорвёмся!» (1942), где он был суровым железнодорожным детективом.
В 1943 году Фэйлен появился в рекордных для себя 24 фильмах, включая военную мелодраму со Спенсером Трейси «Парень по имени Джо» (1943), мюзиклы «Вся банда в сборе» (1943) и «Благодари судьбу» (1943), а также романтическую комедию с Ланой Тёрнер «Немного опасный» (1943) и военный экшн с Рэндольфом Скоттом «Корвет K-225» (1943). Год спустя у Фэйлена было восемь фильмов, включая семейную комедию с Чарльзом Лоутоном «Кантервильское привидение» (1944) и мелодраму с Полом Лукасом «Адрес неизвестен» (1944).
Настоящий прорыв пришёл к Фэйлену в 1945 году на студии Paramount Pictures, когда он исполнил роль Бима, пугающе циничного медбрата-садиста в палате для алкоголиков больницы «Бельвью», который мучил алкоголика в исполнении Рэя Милланда, в оскароносном фильме «Потерянный уик-энд» (1945). Хотя роль заняла всего четыре минуты экранного времени, Фэйлен был настолько силён в этой отвратительной роли, что за ним укоренилась слава садиста или холодного злодея в последующих фильмах. В том же году у него было ещё семь фильмов, включая эпизодические роли в биографической мелодраме с Джоном Гарфилдом «Гордость морской пехоты» (1945) и романтической комедии с Джоан Фонтейн «Интриги Сьюзен» (1945).
Одной из самых знаменитых ролей Фэйлена стала роль дружелюбного таксиста Эрни Бишопа в рождественской сказке Фрэнка Капры с Джеймсом Стюартом «Эта замечательная жизнь» (1946). Среди прочих восьми фильмов года наиболее заметными были фильм нуар с Аланом Лэддом «Синий георгин» (1946), мелодрама с Оливией де Хэвилленд «Каждому своё» (1946) и мюзикл с Фредом Астером «Голубые небеса» (1946).
В 1947 году Фэйлен сыграл запоминающуюся роль в приключенческой музыкальной комедии с Бобом Хоуом и Бингом Кросби «Дорога в Рио» (1947), а также появился в семи других фильмах, включая мелодраму с Бетти Хаттон «Злоключения Полины» (1947) и вестерн с Барбарой Стэнвик и Рэем Милландом «Калифорния» (1947). Среди четырёх фильмов Фэйлена в 1948 году были вестерны «Кровь на Луне» (1948) с Робертом Митчемом, где он сыграл значимую роль преступного индейского агента, и «Тихоня Смит» (1948), в котором Фэйлен сыграл наёмного убийцу, которого застрелил заглавный герой, железнодорожный детектив в исполнении Алана Лэдда. Фэйлен также предстал в образе главаря криминального синдиката в фильме нуар с Джорджем Рафтом «Уличная гонка» (1948). Как написала историк кино Андреа Пассафиуме, в этом фильме Фэйлен «создаёт образ особенно ужасного злодея, почти такого же садиста, которого он сыграл в роли санитара в „Потерянном уикэнде“ (1945)».
В 1950 году Фэйлен сыграл в трёх вестернах — «Орёл и ястреб» (1950) с Джоном Пейном, «Невадец» (1950) с Рэндольфом Скоттом и «Медный каньон» (1950) с Рэем Милландом. В фильме нуар с Гленном Фордом «Осуждённый» (1950) Фэйлен был заключённым, который доносит администрации о готовящемся побеге, после чего его убивают. Фэйлен также был сержантом в семейной комедии о говорящем муле «Фрэнсис» (1950). На следующий год Фэйлен сыграл одного из детективов в фильме нуар Уильяма Уайлера «Детективная история» (1951) с Кирком Дугласом в главной роли. У Фэйлена также были небольшие роли в фильме нуар «Четырнадцать часов» (1951) и в музыкальной криминальной комедии с Бобом Хоупом и Хэди Ламарр «Мой любимый шпион» (1951). В 1952 году Фэйлен появился в трёх картинах — фильме нуар Эдварда Дмитрика «Снайпер» (1952), спортивной мелодраме с Робертом Митчемом и Сьюзен Хэйворд «Необузданные» (1952) и вестерне с Рэндольфом Скоттом «Петля палача» (1952).
В 1953 году в фильме нуар «Ривер-стрит, 99» (1953) Фэйлен создал образ симпатичного диспетчера автопарка, сочувствующего и помогающего своему другу, честному таксисту и бывшему боксёру (Джон Пейн), который оказывается под подозрением в убийстве. Год спустя в тюремной драме Дона Сигела «Бунт в тюремном блоке № 11» (1954) у Фэйлена была крупная роль комиссара штата по делам тюрем, бескомпромиссность и жестокость которого в отношении заключённых приводит к бунту и человеческим жертвам. Далее последовали такие картины, как музыкальный экшн с Джеком Карсоном «Красные подвязки» (1954), вестерн с Джорджем Монтгомери «Одинокий стрелок» (1954), военная мелодрама с Аланом Лэддом «История Макконнелла» (1955) и приключенческая мелодрама с Рори Кэлхуном «Грабители» (1955).
В 1956 году Фэйлен сыграл в пяти фильмах, включая военную драму с Джеффом Чандлером «Очистить территорию» (1956), вестерн с Рэндольфом Скоттом «7-я кавалерия» (1956) и криминальной мелодраме со Скоттом Брейди в роли детектива полиции «Кошмар в полночь» (1956), где Фэйлен сыграл важную роль владельца автомастерской, связанного с группой преступников. В 1957 году у Фэйлена была значимая роль продажного шерифа в престижном вестерне «Перестрелка у корраля О-Кей» (1957) с участием Берта Ланкастера и Кирка Дугласа. После криминальной мелодрамы «Дино» (1957) с участием Сола Минео и Брайана Кита Фэйлен следующий раз появился на большом экране лишь три года спустя в комедийном вестерне с участием Джона Уэйна «На север, на Аляску» (1960). После трёх малопримечательных комедий в 1968 году Фэйлен в последний раз сыграл в кино, завоевав признание критики за исполнение роли ирландского театрального менеджера в музыкальной мелодраме «Смешная девчонка» (1968) с Барбарой Стрейзанд в заглавной роли.

## Карьера на телевидении
За свою телевизионную карьеру, охватившую период с 1955 по 1978 год, Фэйлен сыграл в 142 эпизодах 23 различных сериалов, среди которых «Освободите место для папочки» (1955), «Мэверик» (1958), «Разыскивается живым или мёртвым» (1958), «Театр Зейна Грэя» (1959), «Великое приключение» (1963), «Моя мать — машина» (1963—1965, 2 эпизода), «Деревенщина из Беверли-Хиллз» (1966), «Станция Юбочкино» (1968), «Эта девушка» (1970, 2 эпизода) и «Медэксперт Куинси» (1978).
Более всего Фэйлен известен по роли владельца продуктовой лавки Герберта Т. Гиллиса, доброго, но страдающего и порой раздражённого отца главного героя, подростка Доби Гиллиса в ситкоме «Успех Доби Гиллиса», который выходил в эфир на канале CBS с 1959 по 1963 год. Фэйлен сыграл в 118 эпизодах этого телесериала, а также в вышедшем позднее телефильме «Что случилось с Доби Гиллисом?» (1977).

## Актёрское амплуа и оценка творчества
Фрэнк Фэйлен был «опытным характерным актёром, 70-летняя карьера которого, начавшись на сцене плавучего театра на реке Миссисипи, с 1936 года по 1978 год протекала в кино и на телевидении», где он сыграл более чем в 400 фильмах и программах.
Фэйлен «специализировался на ролях среднего парня, и он был в равной степени силён как в положительных, так и в отрицательных ролях». Он часто представал в образе гангстеров, полицейских, таксистов, барменов и фабричных рабочих.
Фэйлен появился в двух фильмах, удостоенных кинопремии «Оскар» как лучшая картина — «Унесённые ветром» (1939) и «Потерянный уикэнд» (1945). Он также сыграл в восьми фильмах, которые номинировались на «Оскар» как лучшая картина — «Гроздья гнева» (1940), «Цветы в пыли» (1941), «Сержант Йорк» (1941), «Янки Дудл Денди» (1942), «Гордость янки» (1942), «Остров Уэйк» (1942), «Эта замечательная жизнь» (1946) и «Смешная девчонка» (1968). Его самая заметная роль пришлась на фильм 1945 года «Потерянный уикэнд», в котором он сыграл «медбрата, мучившего Рэя Милланда».
Однако самым широко известным персонажем Фэйлена стал Герберт Т. Гиллис, отец главного героя в телесериале «Успехи Доби Гиллиса», который шел с 1959 по 1963 год.

## Личная жизнь
С 1928 вплоть до своей смерти в 1985 году Фэйлен был женат на актрисе Кэрол Хьюз, которую более всего помнят по роли Дейл Арден в киносериале 1940 года «Флэш Гордон покоряет Вселенную». У пары родились две дочери — Кэрол Фэйлен (англ.  Carol Faylen), ставшая актрисой, и Кей Фэйлен (англ.  Kay Faylen).

## Смерть
Фрэнк Файлен умер 2 августа 1985 года в Бербанке, Калифорния, после продолжительного респираторного заболевания в возрасте 79 лет.
У Файлена остались жена, актриса Кэрол Хьюз, с которой он прожил 57 лет, дочери Кэтрин Филбин и Кэрол Джонс, и трое внуков.

## Фильмография
| Год       |     | Русское название                   | Оригинальное название                | Роль                                                                                  |
| --------- | --- | ---------------------------------- | ------------------------------------ | ------------------------------------------------------------------------------------- |
| 1936      | ф   | Приграничный полёт                 | Border Flight                        | Джимми                                                                                |
| 1936      | ф   | Король хоккея                      | King of Hockey                       | Швед, партнёр Ника                                                                    |
| 1936      | ф   | Роман в воздухе                    | Romance in the Air                   | Щёр-Файр                                                                              |
| 1936      | ф   | Американский болван                | All American Chump                   | репортёр (в титрах не указан)                                                         |
| 1936      | ф   | Пулями или голосами                | Bullets or Ballots                   | Гэтли, рэкетир в зале для пинбола (в титрах не указан)                                |
| 1936      | ф   | Китайский клипер                   | China Clipper                        | метеоролог (в титрах не указан)                                                       |
| 1936      | ф   | По участку                         | Down the Stretch                     | Бен, букмекер (в титрах не указан)                                                    |
| 1936      | ф   | Золотоискатели 1937-года           | Gold Diggers of 1937                 | человек, который бреется в поезде (в титрах не указан)                                |
| 1936      | ф   | Ночная официантка                  | Night Waitress                       | полицейский в «Торрес» (в титрах не указан)                                           |
| 1936      | ф   | Дорожная банда                     | Road Gang                            | полицейский диспетчер (в титрах не указан)                                            |
| 1936      | ф   | Небесный парад                     | Sky Parade                           | пилот (в титрах не указан)                                                            |
| 1937      | ф   | Дело о заикающемся епископе        | The Case of the Stuttering Bishop    | Чарли Даунс                                                                           |
| 1937      | ф   | Полоса чероки                      | The Cherokee Strip                   | подручный Джо Брэйди                                                                  |
| 1937      | ф   | Танцуй, Чарли, танцуй              | Dance Charlie Dance                  | Тед Паркс                                                                             |
| 1937      | ф   | На Восток                          | Headin' East                         | Джо                                                                                   |
| 1937      | ф   | Кид Галахад                        | Kid Galahad                          | Барни                                                                                 |
| 1937      | ф   | Они не забудут                     | They Won't Forget                    | репортёр                                                                              |
| 1937      | ф   | Снова в продаже                    | Back in Circulation                  | Джеймс Максвелл, репортёр (в титрах не указан)                                        |
| 1937      | ф   | Навсегда со времён Евы             | Ever Since Eve                       | главарь банды в таверне «Монтерей» (в титрах не указан)                               |
| 1937      | ф   | Добытчик                           | The Go Getter                        | человек в загородном клубе № 2 (в титрах не указан)                                   |
| 1937      | ф   | Меченая женщина                    | Marked Woman                         | второй таксист (в титрах не указан)                                                   |
| 1937      | ф   | Полуночный суд                     | Midnight Court                       | репортёр (в титрах не указан)                                                         |
| 1937      | ф   | Сан-Квентин                        | San Quentin                          | заключённый, завидующий Хоффману (в титрах не указан)                                 |
| 1937      | ф   | Умная блондинка                    | Smart Blonde                         | водитель скорой помощи (в титрах не указан)                                           |
| 1937      | ф   | Та самая женщина                   | That Certain Woman                   | репортёр (в титрах не указан)                                                         |
| 1937      | ф   | Вино, женщины и лошади             | Wine, Women and Horses               | покупатель лошади (в титрах не указан)                                                |
| 1938      | ф   | Невидимая угроза                   | The Invisible Menace                 | рядовой охраны                                                                        |
| 1938      | ф   | Нет времени жениться               | No Time to Marry                     | Уокслер                                                                               |
| 1938      | ф   | Четверо — уже толпа                | Four's a Crowd                       | таксист (в титрах не указан)                                                          |
| 1938      | ф   | Слишком рискованно                 | Too Hot to Handle                    | помощник дубляжёра (в титрах не указан)                                               |
| 1939      | ф   | Неподражаемый сыщик Ник Картер     | Nick Carter, Master                  | Пит                                                                                   |
| 1939      | ф   | Некуда идти                        | No Place to Go                       | Пит Шефтер                                                                            |
| 1939      | ф   | Рино                               | Reno                                 | Джей Хецмер «Хецци» Биггс                                                             |
| 1939      | ф   | Создатель звезд                    | The Star Maker                       | первый репортёр                                                                       |
| 1939      | ф   | Порт                               | Waterfront                           | Скидс Райли                                                                           |
| 1939      | кор | Разгул преступности                | Crime Rave                           |                                                                                       |
| 1939      | кор | Слэпси Макси                       | Slapsie Maxie's                      | Тайгер Дорси, чемпион                                                                 |
| 1939      | ф   | Пятеро вернулись назад             | Five Came Back                       | фотограф (в титрах не указан)                                                         |
| 1939      | ф   | Летающий ирландец                  | The Flying Irishman                  | нью-йоркский механик (в титрах не указан)                                             |
| 1939      | ф   | Унесённые ветром                   | Gone with the Wind                   | солдат, помогпющий доктору Миду (в титрах не указан)                                  |
| 1939      | ф   | Восторг идиота                     | Idiot's Delight                      | Эд (в титрах не указан)                                                               |
| 1939      | ф   | Этот замечательный мир             | It's a Wonderful World               | Питерс, рабочий сцены (в титрах не указан)                                            |
| 1939      | ф   | Счастливая ночь                    | Lucky Night                          | глашатай в театральном дворце (в титрах не указан)                                    |
| 1939      | ф   | История Вернона и Ирен Кастл       | The Story of Vernon and Irene Castle | адъютант (в титрах не указан)                                                         |
| 1939      | ф   | Они все выходят                    | They All Come Out                    | охранник по идеологической обработке в исправительном учреждении (в титрах не указан) |
| 1939      | ф   | Гром на поверхности                | Thunder Afloat                       | младший офицер (в титрах не указан)                                                   |
| 1939      | ф   | Двенадцать насыщенных часов        | Twelve Crowded Hours                 | подручный (в титрах не указан)                                                        |
| 1939      | ф   | Женщины на ветру                   | Women in the Wind                    | Чак, механик (в титрах не указан)                                                     |
| 1939      | ф   | Преступление тебе с рук не сойдёт  | You Can't Get Away with Murder       | гид лодочного тура (в титрах не указан)                                               |
| 1939      | ф   | Невидимые полосы                   | Invisible Stripes                    | Стив, подручный на банковской работе (в титрах не указан)                             |
| 1940      | ф   | Вызов на бис                       | Curtain Call                         | Спайк Мэлоун                                                                          |
| 1940      | ф   | Гроздья гнева                      | The Grapes of Wrath                  | Тим                                                                                   |
| 1940      | ф   | Марджи                             | Margie                               | мистер Леффингвелл                                                                    |
| 1940      | ф   | Женат и влюблён                    | Married and in Love                  | Джим Картер, человек в баре                                                           |
| 1940      | ф   | Нет времени на комедию             | No Time for Comedy                   | таксист                                                                               |
| 1940      | ф   | Во всём виновата любовь            | Blame It on Love                     | электрик в студии                                                                     |
| 1940      | кор | Алиса в Киномире                   | Alice in Movieland                   | ведущий мероприятия (в титрах не указан)                                              |
| 1940      | ф   | Брат «Орхидея»                     | Brother Orchid                       | клерк на парковке «Билтмор» (в титрах не указан)                                      |
| 1940      | ф   | Замок на Гудзоне                   | Castle on the Hudson                 | надзиратель, которого ударили (в титрах не указан)                                    |
| 1940      | ф   | Завоевать город                    | City for Conquest                    | дирижёр оркестра и ведущий (в титрах не указан)                                       |
| 1940      | ф   | К востоку от реки                  | East of the River                    | экскурсовод (в титрах не указан)                                                      |
| 1940      | ф   | Эдисон, человек                    | Edison, the Man                      | Гэлбрет (в титрах не указан)                                                          |
| 1940      | ф   | Борющийся 69-й                     | The Fighting 69th                    | инженер-сержант в месте обрушения (в титрах не указан)                                |
| 1940      | ф   | Ночи Ла Конга                      | La Conga Nights                      | Джиперс Пиперс (в титрах не указан)                                                   |
| 1940      | ф   | Папа всегда платит                 | Pop Always Pays                      | кассир в прокате автомобилей «Минерва» (в титрах не указан)                           |
| 1940      | ф   | Дети субботы                       | Saturday's Children                  | таксист (в титрах не указан)                                                          |
| 1940      | ф   | Они ехали ночью                    | They Drive by Night                  | шофёр в кафе (в титрах не указан)                                                     |
| 1941      | ф   | Отец выходит на первый план        | Father Steps Out                     | Высокий Хобо «Кинг», он же Король Сиама                                               |
| 1941      | ф   | Приходи ко мне жить                | Come Live with Me                    | официант                                                                              |
| 1941      | ф   | Давай отправимся в колледж         | Let's Go Collegiate                  | Спид Дорман                                                                           |
| 1941      | ф   | Танки на миллион                   | Tanks a Million                      | рядовой Скивич                                                                        |
| 1941      | ф   | Воры проигрывают                   | Thieves Fall Out                     | Пик                                                                                   |
| 1941      | ф   | Старший сержант Маллиган           | Top Sergeant Mulligan                | Пэт Долан                                                                             |
| 1941      | ф   | Искренне твой                      | Affectionately Yours                 | водитель скорой помощи (в титрах не указан)                                           |
| 1941      | ф   | Цветы в пыли                       | Blossoms in the Dust                 | мужчина с мужчиной, несущим мёртвого ребёнка (в титрах не указан)                     |
| 1941      | ф   | Шаги в темноте                     | Footsteps in the Dark                | Гас, таксист (в титрах не указан)                                                     |
| 1941      | ф   | Г.М. Пульхэм Эсквайр               | H.M. Pulham, Esq.                    | сержант морской пехоты (в титрах не указан)                                           |
| 1941      | ф   | Международная эскадрилья           | International Squadron               | судебный курьер (в титрах не указан)                                                  |
| 1941      | ф   | Нокаут                             | Knockout                             | боксёр в раздевалке (в титрах не указан)                                              |
| 1941      | ф   | Идеальная жена                     | Model Wife                           | ведущий мероприятия (в титрах не указан)                                              |
| 1941      | ф   | Несговорчивый дракон               | The Reluctant Dragon                 | Фрэнк, руководитель оркестра (в титрах не указан)                                     |
| 1941      | ф   | Сержант Йорк                       | Sergeant York                        | возражающий мужчина (в титрах не указан)                                              |
| 1941      | ф   | Сталь против неба                  | Steel Against the Sky                | богатый человек в кафе (в титрах не указан)                                           |
| 1941      | ф   | Нечестные партнеры                 | Unholy Partners                      | Роджер Ордвей (в титрах не указан)                                                    |
| 1942      | ф   | О лице                             | About Face                           | бармен Джерри                                                                         |
| 1942      | ф   | Падение                            | Fall In                              | капитан Гиллис                                                                        |
| 1942      | ф   | Победа доктора Килдара             | Dr. Kildare's Victory                | Питер «Пит» Тейлор (в титрах не указан)                                               |
| 1942      | ф   | Сено солома                        | Hay Foot                             | майор (в титрах не указан)                                                            |
| 1942      | ф   | Авось прорвёмся!                   | A-Haunting We Will Go                | детектив в поезде (в титрах не указан)                                                |
| 1942      | ф   | Через океан                        | Across the Pacific                   | торговец игрушками в переулке (в титрах не указан)                                    |
| 1942      | ф   | Джо Смит, американец               | Joe Smith, American                  | человек в комнате ожидания со спичками (в титрах не указан)                           |
| 1942      | ф   | Мэйзи получает своего мужчину      | Maisie Gets Her Man                  | второй менеджер сцены (в титрах не указан)                                            |
| 1942      | ф   | Макгерлины из Бруклина             | The McGuerins from Brooklyn          | крупье за карточным столом (в титрах не указан)                                       |
| 1942      | ф   | Моки                               | Mokey                                | сержант полиции в участке (в титрах не указан)                                        |
| 1942      | ф   | Приключения в Палм-Бич             | The Palm Beach Story                 | таксист (в титрах не указан)                                                          |
| 1942      | ф   | Гордость янки                      | The Pride of the Yankees             | тренер на третьей базе у «Янкиc» (в титрах не указан)                                 |
| 1942      | ф   | Где-нибудь я найду тебя            | Somewhere I'll Find You              | Слим, армейский водитель (в титрах не указан)                                         |
| 1942      | ф   | Звёздно-полосатый ритм             | Star Spangled Rhythm                 | солдат (в титрах не указан)                                                           |
| 1942      | ф   | Жестокие, какими они бывают        | Tough As They Come                   | коллектор (в титрах не указан)                                                        |
| 1942      | ф   | Остров Уэйк                        | Wake Island                          | морпех, который находит носилки шкипера (в титрах не указан)                          |
| 1942      | ф   | Шепчущие призраки                  | Whispering Ghosts                    | Кёрли (в титрах не указан)                                                            |
| 1942      | ф   | Крылья для орла                    | Wings for the Eagle                  | руководитель оркестра (в титрах не указан)                                            |
| 1942      | ф   | Янки Дудл Денди                    | Yankee Doodle Dandy                  | сержант на параде (в титрах не указан)                                                |
| 1943      | ф   | Давай вперёд                       | Get Going                            | Хэнк                                                                                  |
| 1943      | ф   | Доброе утро, судья                 | Good Morning, Judge                  | Бен Поллард                                                                           |
| 1943      | ф   | Тайна 13-го гостя                  | The Mystery of the 13th Guest        | Спид Дуган, он же Макгиннис                                                           |
| 1943      | ф   | Она для меня                       | She's for Me                         | Киз                                                                                   |
| 1943      | ф   | Такси, мистер                      | Taxi, Mister                         | подручный Силк                                                                        |
| 1943      | ф   | Эта мерзкая неприятность           | That Nazty Nuisance                  | моряк Бенсон                                                                          |
| 1943      | ф   | Янки, ау                           | Yanks Ahoy                           | квартирмейстер Дженкинс                                                               |
| 1943      | ф   | Серебряные коньки                  | Silver Skates                        | Эдди                                                                                  |
| 1943      | ф   | Сосунок-приманка                   | Sucker Bait                          | подручный                                                                             |
| 1943      | ф   | Корвет K-225                       | Corvette K-225                       | маляр на верфи (в титрах не указан)                                                   |
| 1943      | ф   | Тарзан и тайна пустыни             | Tarzan's Desert Mystery              | Ахмед (в титрах не указан)                                                            |
| 1943      | ф   | Дикси Дуган                        | Dixie Dugan                          | солдат (в титрах не указан)                                                           |
| 1943      | ф   | Сокол наносит ответный удар        | The Falcon Strikes Back              | Сесил, первый бродяга (в титрах не указан)                                            |
| 1943      | ф   | Следуй за оркестром                | Follow the Band                      | Брукс (в титрах не указан)                                                            |
| 1943      | ф   | Вся банда в сборе                  | The Gang's All Here                  | сержант морской пехоты (в титрах не указан)                                           |
| 1943      | ф   | Хорошие парни                      | The Good Fellows                     | Броуди (в титрах не указан)                                                           |
| 1943      | ф   | Парень по имени Джо                | A Guy Named Joe                      | майор (в титрах не указан)                                                            |
| 1943      | ф   | Миссия в Москву                    | Mission to Moscow                    | репортёр (в титрах не указан)                                                         |
| 1943      | ф   | Цыплята прерий                     | Prairie Chickens                     | подручный Клем (в титрах не указан)                                                   |
| 1943      | ф   | Салют троим                        | Salute for Three                     | друг-солдат Базза (в титрах не указан)                                                |
| 1943      | ф   | Немного опасный                    | Slightly Dangerous                   | привратник (в титрах не указан)                                                       |
| 1943      | ф   | Благодари судьбу                   | Thank Your Lucky Stars               | моряк (в титрах не указан)                                                            |
| 1943      | ф   | Три сердца для Джулии              | Three Hearts for Julia               | кроткий привратник (в титрах не указан)                                               |
| 1943      | ф   | Неизвестный гость                  | The Unknown Guest                    | водитель грузовика (в титрах не указан)                                               |
| 1943      | ф   | Молодые идеи                       | Young Ideas                          | репортёр (в титрах не указан)                                                         |
| 1944      | ф   | Адрес неизвестен                   | Address Unknown                      | Джимми Блейк                                                                          |
| 1944      | ф   | И ангелы поют                      | And the Angels Sing                  | Холман                                                                                |
| 1944      | ф   | Кентервильское привидение          | The Canterville Ghost                | лейтенант Кейн                                                                        |
| 1944      | ф   | Американский роман                 | An American Romance                  | бармен (в титрах не указан)                                                           |
| 1944      | ф   | Энди Гарди беспокоится о блондинке | Andy Hardy's Blonde Trouble          | таксист № 2 (в титрах не указан)                                                      |
| 1944      | ф   | Национальный амбарный танец        | National Barn Dance                  | член музыкального коллектива (в титрах не указан)                                     |
| 1944      | ф   | Смотрите здесь, рядовой Харгроув   | See Here, Private Hargrove           | военный полицейский (в титрах не указан)                                              |
| 1944      | ф   | Только стоячие места               | Standing Room Only                   | таксист (в титрах не указан)                                                          |
| 1945      | ф   | Бомбалера                          | Bombalera                            | Хулиган                                                                               |
| 1945      | ф   | Буги-вуги                          | Boogie Woogie                        | Магс                                                                                  |
| 1945      | ф   | Позовите девушек                   | Bring on the Girls                   | моряк                                                                                 |
| 1945      | ф   | Потерянный уикэнд                  | The Lost Weekend                     | »Бим» Нолан                                                                           |
| 1945      | ф   | Ты попал в точку                   | You Hit the Spot                     | Хэл Хоукинс                                                                           |
| 1945      | ф   | Интриги Сьюзен                     | The Affairs of Susan                 | парень из Бруклина (в титрах не указан)                                               |
| 1945      | ф   | Таверна Даффи                      | Duffy's Tavern                       | клиент (в титрах не указан)                                                           |
| 1945      | ф   | Зажигательная блондинка            | Incendiary Blonde                    | сотрудник гостиницы (в титрах не указан)                                              |
| 1945      | ф   | Маскарад в Мехико                  | Masquerade in Mexico                 | Бруклин (в титрах не указан)                                                          |
| 1945      | ф   | Гордость морской пехоты            | Pride of the Marines                 | пациент в палате (в титрах не указан)                                                 |
| 1945      | ф   | Ты пришёл                          | You Came Along                       | коридорный (в титрах не указан)                                                       |
| 1946      | ф   | Вот тебе крест                     | Cross My Heart                       | эксперт по отпечаткам пальцев (в титрах не указан)                                    |
| 1946      | ф   | Эта замечательная жизнь            | It's a Wonderful Life                | Эрни                                                                                  |
| 1946      | ф   | Синий георгин                      | The Blue Dahlia                      | человек, рекомендующий мотель                                                         |
| 1946      | ф   | Голубые небеса                     | Blue Skies                           | Мэк                                                                                   |
| 1946      | ф   | Наши сердца взрослели              | Our Hearts Were Growing Up           | федеральный агент                                                                     |
| 1946      | ф   | Каждому своё                       | Our To Each His Own                  | Бейб                                                                                  |
| 1946      | ф   | Два года на палубе                 | Two Years Before the Mast            | Хансен                                                                                |
| 1946      | ф   | История двух кафе                  | A Tale of Two Cafes                  | Чарльз Дубуа                                                                          |
| 1946      | ф   | Позаботьтесь о невесте             | The Well-Groomed Bride               | таксист (в титрах не указан)                                                          |
| 1947      | ф   | Калифорния                         | California                           | Уайти                                                                                 |
| 1947      | ф   | Бог дал, Бог взял                  | Easy Come, Easy Go                   | босс                                                                                  |
| 1947      | ф   | Злоключения Полины                 | The Perils of Pauline                | мистер Джо Герт                                                                       |
| 1947      | ф   | Дорога в Рио                       | Road to Rio                          | Триггер                                                                               |
| 1947      | ф   | Внезапно пришла весна              | Suddenly It's Spring                 | Гарольд Майклз                                                                        |
| 1947      | ф   | Неприятности с женщинами           | The Trouble with Women               | Гигер                                                                                 |
| 1947      | ф   | Девушка из варьете                 | Variety Girl                         | Фрэнк Фейлен                                                                          |
| 1947      | ф   | Добро пожаловать, незнакомец       | Welcome Stranger                     | Билл Уолтерс                                                                          |
| 1948      | ф   | Кровь на Луне                      | Blood on the Moon                    | Джейк Пиндалест                                                                       |
| 1948      | ф   | Опасность                          | Hazard                               | Оскар                                                                                 |
| 1948      | ф   | Уличная гонка                      | Race Street                          | Фил Диксон                                                                            |
| 1948      | ф   | Тихоня Смит                        | Whispering Smith                     | Уайти Дю Сэнг                                                                         |
| 1949      | ф   | Два рыцаря из Бруклина             | Two Knights from Brooklyn            | подручный Силк (в титрах не указан)                                                   |
| 1950      | ф   | Фрэнсис                            | Francis                              | сержант Чиллингбеккер                                                                 |
| 1950      | ф   | Осуждённый                         | Convicted                            | заключённый Понти                                                                     |
| 1950      | ф   | Медный каньон                      | Copper Canyon                        | Маллинз                                                                               |
| 1950      | ф   | Орел и ястреб                      | The Eagle and the Hawk               | «Ред» Хайятт, бригадир                                                                |
| 1950      | ф   | Невадец                            | The Nevadan                          | Джефф                                                                                 |
| 1951      | ф   | Детективная история                | Detective Story                      | детектив Галлахер                                                                     |
| 1951      | ф   | Четырнадцать часов                 | Fourteen Hours                       | сотрудник обслуживания номеров                                                        |
| 1951      | ф   | Мой любимый шпион                  | My Favorite Spy                      | Ньютон                                                                                |
| 1951      | ф   | Проход на Запад                    | Passage West                         | Керли                                                                                 |
| 1951      | с   | Отряд                              | Racket Squad                         | (1 эпизод)                                                                            |
| 1952      | ф   | Петля палача                       | Hangman's Knot                       | Кэсс Браун                                                                            |
| 1952      | ф   | Необузданные                       | The Lusty Men                        | Эл Доусон                                                                             |
| 1952      | ф   | Снайпер                            | The Sniper                           | инспектор полиции Андерсон                                                            |
| 1953      | ф   | Ривер-стрит, 99                    | 99 River Street                      | Стэн Хоган                                                                            |
| 1954      | ф   | Одинокий стрелок                   | The Lone Gun                         | Фейруэзер                                                                             |
| 1954      | ф   | Красные подвязки                   | Red Garters                          | Билли Бэккетт                                                                         |
| 1954      | ф   | Бунт в тюремном блоке № 11         | Riot in Cell Block 11                | комиссар Хэскелл                                                                      |
| 1955      | ф   | Грабители                          | The Looters                          | Стэн Леппич                                                                           |
| 1955      | ф   | История Макконнелла                | The McConnell Story                  | Сайкс                                                                                 |
| 1955      | с   | Театр «Дженерал Электрик»          | General Electric Theater             | Фарбер (1 эпизод)                                                                     |
| 1955      | с   | Освободите место для папочки       | Make Room for Daddy                  | Дэниел Эддиман (1 эпизод)                                                             |
| 1956      | ф   | Очистить территорию                | Away All Boats                       | шеф Филлип П. «Пэппи» Моран                                                           |
| 1956      | ф   | Всё, кроме правды                  | Everything But the Truth             | Мэк Макмиллан                                                                         |
| 1956      | ф   | 7-я кавалерия                      | 7th Cavalry                          | сержант Крюгер                                                                        |
| 1956      | ф   | Кошмар в полночь                   | Terror at Midnight                   | Фред Хилл                                                                             |
| 1956      | ф   | Трое храбрых мужчин                | Three Brave Men                      | Энос Уоррен                                                                           |
| 1957      | ф   | Дино                               | Dino                                 | Фрэнк Мэндел                                                                          |
| 1957      | ф   | Перестрелка у корраля О-Кей        | Gunfight at the O.K. Corral          | Коттон Уилсон                                                                         |
| 1957      | с   | Телефонное время                   | Telephone Time                       | (1 эпизод)                                                                            |
| 1958      | с   | Мэверик                            | Maverick                             | Ред Харрисон (1 эпизод)                                                               |
| 1958      | с   | Человек с фотоаппаратом            | Man with a Camera                    | Джим Костиган (1 эпизод)                                                              |
| 1958      | с   | Разыскивается живым или мёртвым    | Wanted: Dead or Alive                | шериф Эрл Типтон (1 эпизод)                                                           |
| 1958      | с   | Шоу Энн Сотерн                     | The Ann Sothern Show                 | детектив (1 эпизод)                                                                   |
| 1959      | с   | Суровые всадники                   | The Rough Riders                     | Дэниел Эддиман (1 эпизод)                                                             |
| 1959      | с   | Театр Зейна Грея                   | Zane Grey Theater                    | док Альварес (1 эпизод)                                                               |
| 1959      | с   | Вертолёты                          | Whirlybirds                          | Денфилд (1 эпизод)                                                                    |
| 1959—1963 | с   | Успех Доби Гиллис                  | The Many Loves of Dobie Gillis       | Герберт Т. Гиллис (118 эпизодов)                                                      |
| 1960      | ф   | К северу от Аляски                 | North to Alaska                      | Арни (в титрах не указан)                                                             |
| 1963      | с   | Великое приключение                | The Great Adventure                  | О’Брайен (1 эпизод)                                                                   |
| 1965      | ф   | Пушистый                           | Fluffy                               | Кэтфиш                                                                                |
| 1965      | ф   | Обезьяний дядюшка                  | The Monkey's Uncle                   | мистер Дэтборн                                                                        |
| 1965      | ф   | Когда мальчики встречают девушек   | When the Boys Meet the Girls         | Фин Грэй                                                                              |
| 1965      | с   | Карен                              | Karen                                | Джордж Ммртин (1 эпизод)                                                              |
| 1965—1966 | с   | Моя мать — машина                  | My Mother the Car                    | разные роли (2 эпизода)                                                               |
| 1966      | с   | Деревенщина из Беверли-Хиллз       | The Beverly Hillbillies              | Марвин (1 эпизод)                                                                     |
| 1968      | ф   | Смешная девчонка                   | Funny Girl                           | Кини                                                                                  |
| 1968      | с   | Станция Юбочкино                   | Petticoat Junction                   | Ральф (1 эпизод)                                                                      |
| 1970      | с   | Эта девушка                        | That Girl                            | Берт Холлинджер (2 эпизода)                                                           |
| 1971      | тф  | Эдди                               | Eddie                                | патурльный Галлахан                                                                   |
| 1971      | тф  | Что случилось с Доби Гиллис?       | Whatever Happened to Dobie Gillis?   | Герберт Т. Гиллис                                                                     |
| 1978      | с   | Медэксперт Куинси                  | Quincy M.E.                          | Янус (1 эпизод)                                                                       |